# José Antonio de los Ríos
José Antonio de los Ríos (...) è un astronomo amatoriale spagnolo.
Il Minor Planet Center gli accredita la scoperta dell'asteroide 448051 Pepisensi effettuata il 31 marzo 2008 in collaborazione con la moglie Sensi Pastor.